# 酒井忠篤 (安房勝山藩主)
酒井 忠篤（さかい ただあつ）は、安房国勝山藩の第3代藩主。第2代藩主・酒井忠胤の長男。

## 略歴
正徳2年（1712年）、父の死去により跡を継いだ。享保2年（1717年）12月に叙任する。享保10年（1725年）、大坂加番を務めた。元文2年（1737年）5月13日、35歳で死去し、跡を長男の忠大が継いだ。

## 系譜
父母
- 酒井忠胤（父）
- 石川憲之の娘（母）

正室
- 空眠家子 ー 前田正甫の娘

子女
- 酒井忠大（長男）
- 関盛時正室